# Terszów
Terszów (ukr. Тершів) – wieś w rejonie samborskim (do 2020 w rejonie starosamborskim) obwodu lwowskiego Ukrainy. Leży nad rzeką Dniestr. Pierwsza wzmianka o wsi pochodzi z 1422.
Od 1905 przez wieś przechodzi linia kolejowa łącząca Użhorod z Samborem. Znajduje się tu przystanek kolejowy Terszów Spas.
W 1921 r. liczyła około 981 mieszkańców. Przed II wojną światową należała do powiatu starosamborskiego.
Miejscowość liczy około 1011 mieszkańców. Jest siedzibą silskiej rady, pod którą podlegają wsie: Spas, Suszyca Rykowa, Zawadka.

## Ważniejsze obiekty
- Cerkiew św. Kosmy i Damiana w Terszowie
- Cmentarz z kaplicą